# سي إن إن بالعربية
 سي إن إن بالعربية هو موقع إخباري عربي تابع لوكالة سي إن إن تم تأسيسه في 19 يناير/كانون الثاني عام 2002. ويُعنى الموقع بتقديم الأخبار الدولية من منظور عربي، ويتم تحديثه على مدار الساعة بتطورات الأحداث العالمية. يَقع مقر الوكالة في مدينة دبي بدولة الإمارات العربية المتحدة.
ويضم الموقع أقساماً مختلفة تغطي الأخبار الدولية وأخبار الشرق الأوسط والاقتصاد والعلوم والتكنولوجيا والرياضة والمنوعات، بالإضافة إلى التقارير الفيديوية والملفات الخاصة. كما يُجري الموقع مقابلات مع الشخصيات الرياضية في العالم العربي، ويَبث تقريراً يومية حول أسواق المال في الدول العربية. كما أنه يُجري أحياناً بعض استطلاعات الرأي العامة حول المواضيع السياسية الساخنة.

## وصلات خارجية
- الموقع الرسمي
- الخط الزمني للأحداث المهمة في الموقع في الذكرى العشرين لإطلاق الموقع يناير 2022
- فيديو بمناسبة الذكرى العشرين لإطلاق الموقع يناير 2022